# Reggae pop
Il reggae pop (o reggae fusion) è un sottogenere della musica reggae in chiave commerciale, emerso in particolare durante gli anni ottanta.

## Storia
Nonostante la musica giamaicana si fosse spesso concentrata sulla situazione politica e sociale dell'isola, in origine il suo obiettivo era trascinare la gente nelle piste da ballo. Fu per questo che sorprendentemente ottenne un grande impatto nelle classifiche pop di tutto il mondo; Althea & Donna, Prince Buster, Maxi Priest, Chaka Demus & Pliers, Eddy Grant, furono tutti artisti che caratterizzarono le estati con i loro brani reggae influenzati dal pop.
Il reggae pop traeva le sue radici dal reggae, ma era caratterizzato da elementi commerciali, melodici e accattivanti, migliori produzioni, ed era rivolto ad un pubblico più vasto rispetto ad altri sottogeneri.
Nonostante questo stile risultasse sostanzialmente una variante ben prodotta e commerciale, ricalcava comunque il caratteristico sound reggae. Anzi, già nei tardi anni sessanta il reggae si ispirò a sonorità esterne, quando gli acuti produttori giamaicani trasmettevano nel Regno Unito tracce ritmiche o vocali arricchendole con alcuni strumenti a corda aggiuntivi, prima di pubblicarle sul mercato britannico.
Singoli orchestrati come Love of the Common People, Young Gifted & Black e Pied Piper risultarono grandi hit pop, aprendo la strada a classici dell'epoca early reggae come Double Barrel (Dave & Ansel Collins), The Liquidator (Harry J All Stars) e The Return Of Django (The Upsetters). Questo provò che la musica reggae aveva un grande potenziale di successo anche al di fuori del pubblico reggae, infatti sia gruppi britannici che giamaicani strizzavano l'occhio al mainstream internazionale. Ken Boothe (Everything I Own), Rupie Edwards (Irie Feelings) e John Holt (Help Me Make It Through The Night) confermarono questa situazione; purché si rimanesse fedeli alle radici del reggae, ci si poteva dedicare ad un pop sofisticato. Tra altri esempi si possono citare brani come Uptown Top Ranking di Althea & Donna, Silly Games di Janet Kaye, Pass the Dutchie dei Musical Youth, o alcuni brani dei Culture Club.
A volte il reggae pop era suonato anche da semplici band pop per cercare di diversificare il loro sound, ma il più delle volte era utilizzato da artisti reggae con la passione per il pop, o per ottenere maggiori consensi, anche esterni al movimento reggae. Durante gli anni settanta, diversi rocker come Eric Clapton e i Clash sperimentarono nuove sonorità includendo elementi reggae, e l'intero movimento 2 Tone ska dei primi anni ottanta era correlato con questo genere. Ciò nonostante, non fu fino agli anni 80, quando artisti come UB40, Eddy Grant, e Maxi Priest conquistarono un posto nelle charts, che il reggae pop venne affermato come parte dei generi di massa. La scena reggae pop includeva gruppi britannici come UB40 che riproposero diversi brani contribuendo ad unire la cultura pop britannica con la musica giamaicana.
Il reggae pop emerse inizialmente verso la metà degli anni 80 e durò fino alla fine del decennio, grazie agli artisti già menzionati che riuscirono a conquistare le classifiche. Durante gli anni novanta inoltrati il genere rimase vivo, ma non riuscì più a spopolare come nei fine anni 80 e primi 90. L'emotività del reggae pop ebbe un seguito anche nella musica dancehall; Smiley Culture e Tippa Irie trascinarono la loro cultura sound system nelle pop chart con Cockney Translation e Hello Darling, Shabba Ranks si riunì con Maxi Priest per registrare Housecall e Chaka Demus & Pliers erano regolarmente presenti nelle classifiche pop. Il genere venne riproposto anche da Shaggy, uno degli più artisti noti della scena, mentre i No Doubt chiamarono in causa i noti dj dancehall Bounty Killer e Lady Saw per arricchire il loro sound con influenze giamaicane nel loro ultimo disco.